# Serie del Caribe
Die Serie del Caribe (span. für Karibik-Meisterschaft; engl. Caribbean Series) ist ein jährlich ausgetragenes Baseballturnier unter Vereinsmannschaften aus dem Karibikraum. Das Gastgeberland und damit der Austragungsort wechselt jährlich zwischen den teilnehmenden Clubs aus Mexiko, der Dominikanischen Republik, Puerto Rico und Venezuela. Teilnehmer sind die jeweiligen Meister der Liga Mexicana del Pacífico (LMP, Mexiko), der Liga Dominicana de Béisbol Invernal (LIDOM, Dominikanische Republik), der Puerto Rico Baseball League (PRBL, Puerto Rico) und der Liga Venezolana de Béisbol Profesional (LVBP, Venezuela).

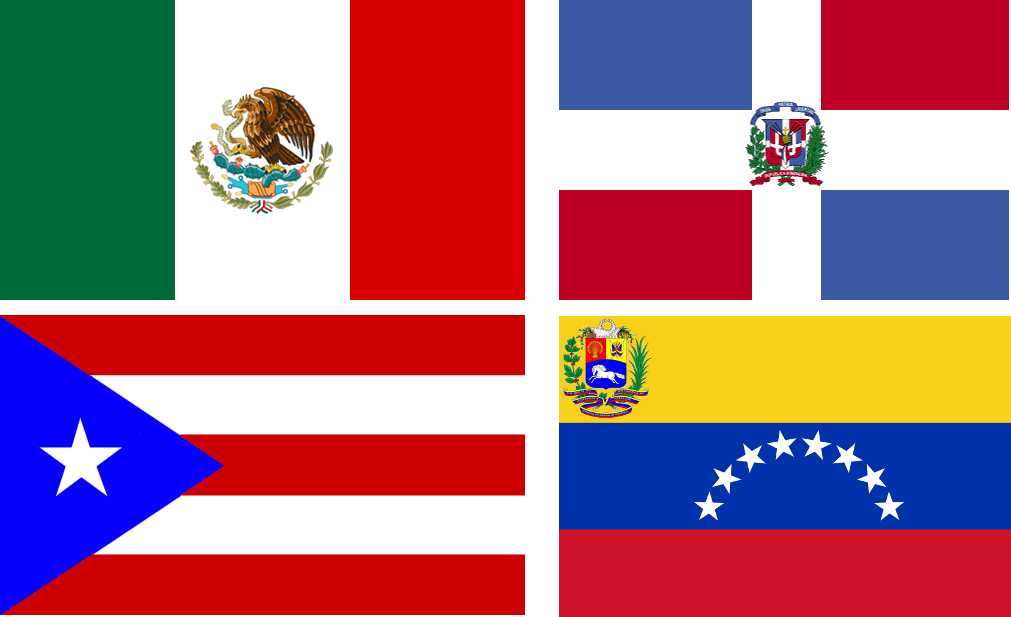
Flaggen der teilnehmenden Nationen

Das Turnier wurde von den Venezolanern Oscar „El Negro“ Prieto und Pablo Morales initiiert und sollte als Inter-Amerikanische Baseball-Meisterschaft veranstaltet werden. 1949 wurde das Turnier erstmals ausgetragen, damals mit Mannschaften aus Panama, Kuba, Puerto Rico und Venezuela. Von 1949 bis 1960 war Kuba das erfolgreichste Teilnehmerland mit 7 Siegen und 3 Teams mit jeweils 2 Turniersiegen.
1961 wurde die professionelle Baseballliga in Kuba abgeschafft und dies führte zu einem vorzeitigen Ende der Serie del Caribe. 1970 wurde das Turnier neu veranstaltet, ohne die Teilnahme von Kuba und Panama, neu hinzugekommen waren Mexiko und die Dominikanische Republik. 2014 nahm erstmals seit 1960 wieder eine Mannschaft aus Kuba teil. Erfolgreichste Mannschaft sind die Tigres del Licey aus Santo Domingo, Dominikanische Republik, mit 10 Siegen.

## Übersicht der Sieger
| Jahr      | Team                      | Anzahl      |
| --------- | ------------------------- | ----------- |
| 1949      | Almendares                | 1           |
| 1950      | Carta Vieja               | 1           |
| 1951      | Cangrejeros de Santurce   | 1           |
| 1952      | La Habana                 | 1           |
| 1953      | Cangrejeros de Santurce   | 2           |
| 1954      | Criollos de Caguas        | 1           |
| 1955      | Cangrejeros de Santurce   | 3           |
| 1956      | Cienfuegos                | 1           |
| 1957      | Marianao                  | 1           |
| 1958      | Marianao                  | 2           |
| 1959      | Almendares                | 2           |
| 1960      | Cienfuegos                | 2           |
| 1961–1969 | keine Serie               | keine Serie |
| 1970      | Navegantes del Magallanes | 1           |
| 1971      | Tigres del Licey          | 1           |
| 1972      | Leones de Ponce           | 1           |
| 1973      | Tigres del Licey          | 2           |
| 1974      | Criollos de Caguas        | 2           |
| 1975      | Vaqueros de Bayamón       | 1           |
| 1976      | Naranjeros de Hermosillo  | 1           |
| 1977      | Tigres del Licey          | 3           |
| 1978      | Indios de Mayagüez        | 1           |
| 1979      | Navegantes del Magallanes | 2           |
| 1980      | Tigres del Licey          | 4           |
| 1981      | keine Serie               | keine Serie |
| 1982      | Leones del Caracas        | 1           |
| 1983      | Lobos de Arecibo          | 1           |
| 1984      | Águilas del Zulia         | 1           |
| 1985      | Tigres del Licey          | 5           |
| 1986      | Águilas de Mexicali       | 1           |
| 1987      | Criollos de Caguas        | 3           |
| 1988      | Leones del Escogido       | 1           |
| 1989      | Águilas del Zulia         | 2           |
| 1990      | Leones del Escogido       | 2           |
| 1991      | Tigres del Licey          | 6           |
| 1992      | Indios de Mayagüez        | 2           |
| 1993      | Cangrejeros de Santurce   | 4           |
| 1994      | Tigres del Licey          | 7           |
| 1995      | Senadores de San Juan     | 1           |
| 1996      | Tomateros de Culiacán     | 1           |
| 1997      | Águilas Cibaeñas          | 1           |
| 1998      | Águilas Cibaeñas          | 2           |
| 1999      | Tigres del Licey          | 8           |
| 2000      | Cangrejeros de Santurce   | 5           |
| 2001      | Águilas Cibaeñas          | 3           |
| 2002      | Tomateros de Culiacán     | 2           |
| 2003      | Águilas Cibaeñas          | 4           |
| 2004      | Tigres del Licey          | 9           |
| 2005      | Venados de Mazatlán       | 1           |
| 2006      | Leones del Caracas        | 2           |
| 2007      | Águilas Cibaeñas          | 5           |
| 2008      | Tigres del Licey          | 10          |
| 2009      | Tigres de Aragua          | 1           |
| 2010      | Leones del Escogido       | 3           |
| 2011      | Yaquis de Obregón         | 1           |
| 2012      | Leones del Escogido       | 4           |
| 2013      | Yaquis de Obregón         | 2           |
| 2014      | Naranjeros de Hermosillo  | 2           |
| 2015      | Vegueros de Pinar del Río | 1           |
| 2016      | Venados de Mazatlán       | 2           |
| 2017      | Criollos de Caguas        | 4           |
| 2018      | Criollos de Caguas        | 5           |
| 2019      | Toros de Herrera          | 1           |
| 2020      | Toros del Este            | 1           |
| 2021      | Águilas Cibaeñas          | 6           |
| 2022      | Caimanes de Barranquilla  | 1           |
| 2023      | Tigres del Licey          | 11          |
| 2024      | Tiburones de La Guaira    | 1           |
| 2025      | Leones del Escogido       | 5           |

| Nation                  | Titel |
| ----------------------- | ----- |
| Dominikanische Republik | 23    |
| Puerto Rico             | 16    |
| Mexiko                  | 9     |
| Kuba                    | 8     |
| Venezuela               | 8     |
| Panama                  | 2     |
| Kolumbien               | 1     |

| Mannschaft              | Titel |
| ----------------------- | ----- |
| Tigres del Licey        | 11    |
| Águilas Cibaeñas        | 6     |
| Criollos de Caguas      | 5     |
| Cangrejeros de Santurce | 5     |
| Leones del Escogido     | 5     |